# Престъпност сред ромите в България
Връзката между етнос и престъпност в България е тема на обществени спорове и беседи в годините след 1989 г. Въпросът е от обществен интерес и поради усилията както на българската държава, така и на НПО-та да приобщят (интегрират) ромите към общоприетите порядки в българското общество. От друга страна, етническото профилиране може да бъде възприето и като дискриманционно действие и влизащо в разрез с човешките права.

## Статистика за Република България
Според преброяването на населението в България през 2011 година, около 4,9 % се самоопределят като роми.
През 2002 година по данни на 10 от 12-те в затвора в страната (без двата най-големи затвора в София и Пловдив) между 38 % и  40 % от затворниците се самоопределят като роми. Според оценки на служители в съдебната система и затворите, вероятният реален дял на ромите е между 60 % и 80 %, ако бъдат взети предвид и онези от тях, които се самоопределят като турци или българи. Съгласно данните, след 2000 г. престъпленията срещу собствеността спадат, но изблиците на насилие, в които участват лица от ромски произход остават в центъра на медийно внимание. Една от възможните причини е продължаващото маргинализиране и криминализиране на определени групи от ромското население.

## Обществени реакции в Република България

### Протести
- Шествие „Равни права, равни задължения“ провежда ВМРО-БНД на 31 юли 2010 година, като протест срещу „безнаказаната циганска престъпност“, по случай убийството на Борислав Райнов в София от група цигани пред очите на полицаи.[5]

- На 23 септември 2011 г. близки на Кирил Рашков извършват убийство, като прегазват 19-годишния жител на пловдивското с. Катуница Ангел Петров.[6] Общественото недоволство започва от Катуница и се разраства към големите градове. На 24 септември 2011 г. възникват безредици, при които имущество на сем. Рашкови е увредено от местни жители (запалена къща и обърната кола).[6] „Дневник“ съобщава за данни, според които фенове на футболните клубове „Ботев“ и „Локомотив“, както и агитки от София, са се насочили към Катуница.[7]